# Perruche à collier jaune
Barnardius zonarius
Genre
Espèce
Statut de conservation UICN

 LC  : Préoccupation mineure
Statut CITES
La Perruche à collier jaune  (Barnardius zonarius) est une espèce de grande perruche originaire d'Australie appartenant à la famille des Psittaculidae.

## Description
La Perruche de Port Lincoln (sous-espèce type) mesure environ 36 cm de long. La tête et la nuque sont noires chez le mâle, plus brunâtres chez la femelle. La base de la nuque est marquée par un demi-collier jaune. La gorge, la poitrine et le croupion sont vert bleuâtre. Le ventre est jaune virant au vert jaunâtre dans la région anale et au niveau des sus-caudales. Le dos est vert, tout comme la queue étagée se terminant en pointe.
La Perruche vingt-huit (sous-espèce semitorquatus) se distingue de la précédente par une taille plus grande (environ 40 cm), une silhouette plus trapue, la présence d'une bande frontale rouge et le dessous du corps entièrement vert.

## Habitat
Cette espèce vit dans les forêts denses d'eucalyptus et dans les semi-déserts torrides.

## Comportement
Cet oiseau se déplace en petits groupes ou en couples.

## Alimentation
Cette espèce consomme des graines de graminées ou de plantes arbustives. Elle occasionne également des dégâts aux vergers et aux cultures de blé. La Perruche vingt-huit mangerait davantage de fruits que les autres sous-espèces.

## Captivité
Des mutations ont été sélectionnées en captivité : bleue (la plus fréquente), lutinos, cinnamon, panachée, pâle et misty.

## Répartition et sous-espèces
Selon la classification de référence du Congrès ornithologique international (15.1, 2025) elle se répartit en quatre sous-espèces (ordre phylogénique) :
- B. z. barnardi (Vigors & Horsfield, 1827) — est de l'Australie du rouge sur le front, bande jaune sur la poitrine ;
- B. z. parkeri Forshaw & Joseph, 2016 — nord-est SA / sud-ouest Queensland ;
- B. z. macgillivrayi (North, 1900) — du Territoire du Nord au Queensland au ventre jaune, plumage vert clair ;
- B. z. semitorquatus (Quoy & Gaimard, 1830) - forêts côtières du Sud-Ouest de l'Australie Perruche twenty-eight (nom attribué par les Australiens en raison d'un de ses cris rappelant le mot "vingt-huit" décrit par les premiers explorateurs français) elle a une bande rouge sur le front et le ventre vert
- B. z. zonarius (Shaw, 1805) - centre/ouest de l'Australie Perruche de Port Lincoln ou Perruche de Bauer

## Galerie

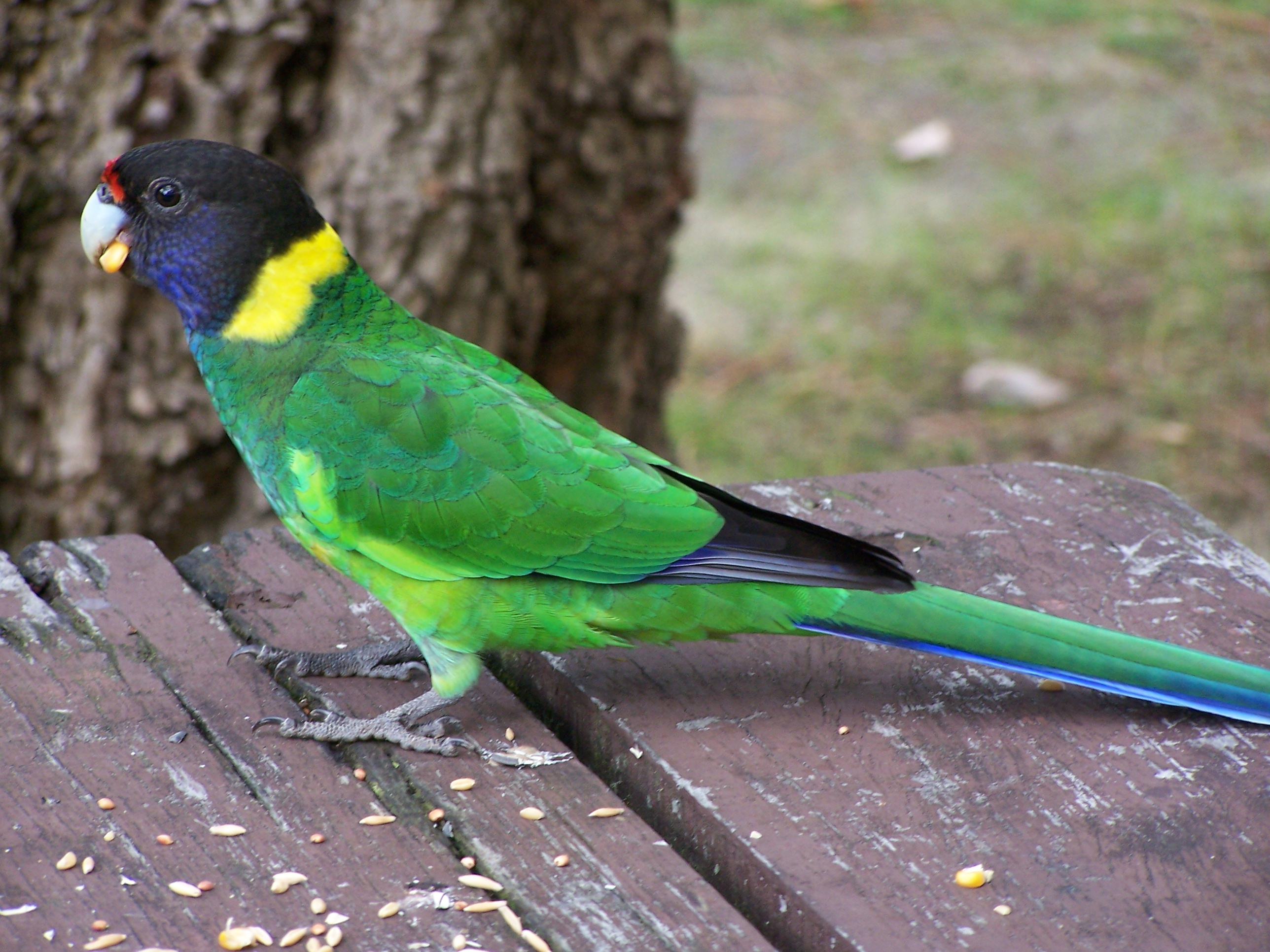
B. z. semitorquatus
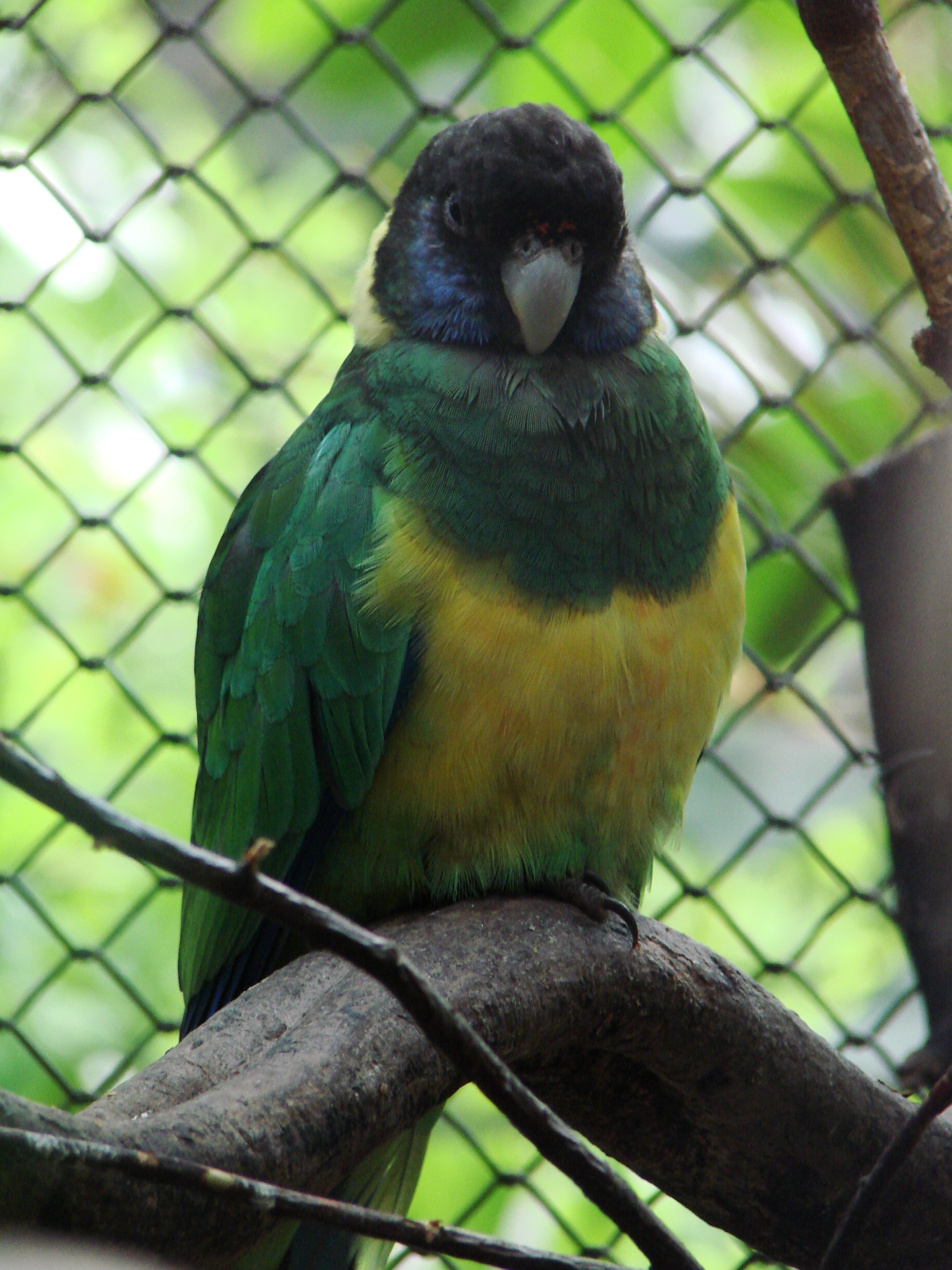
B. z. zonarius
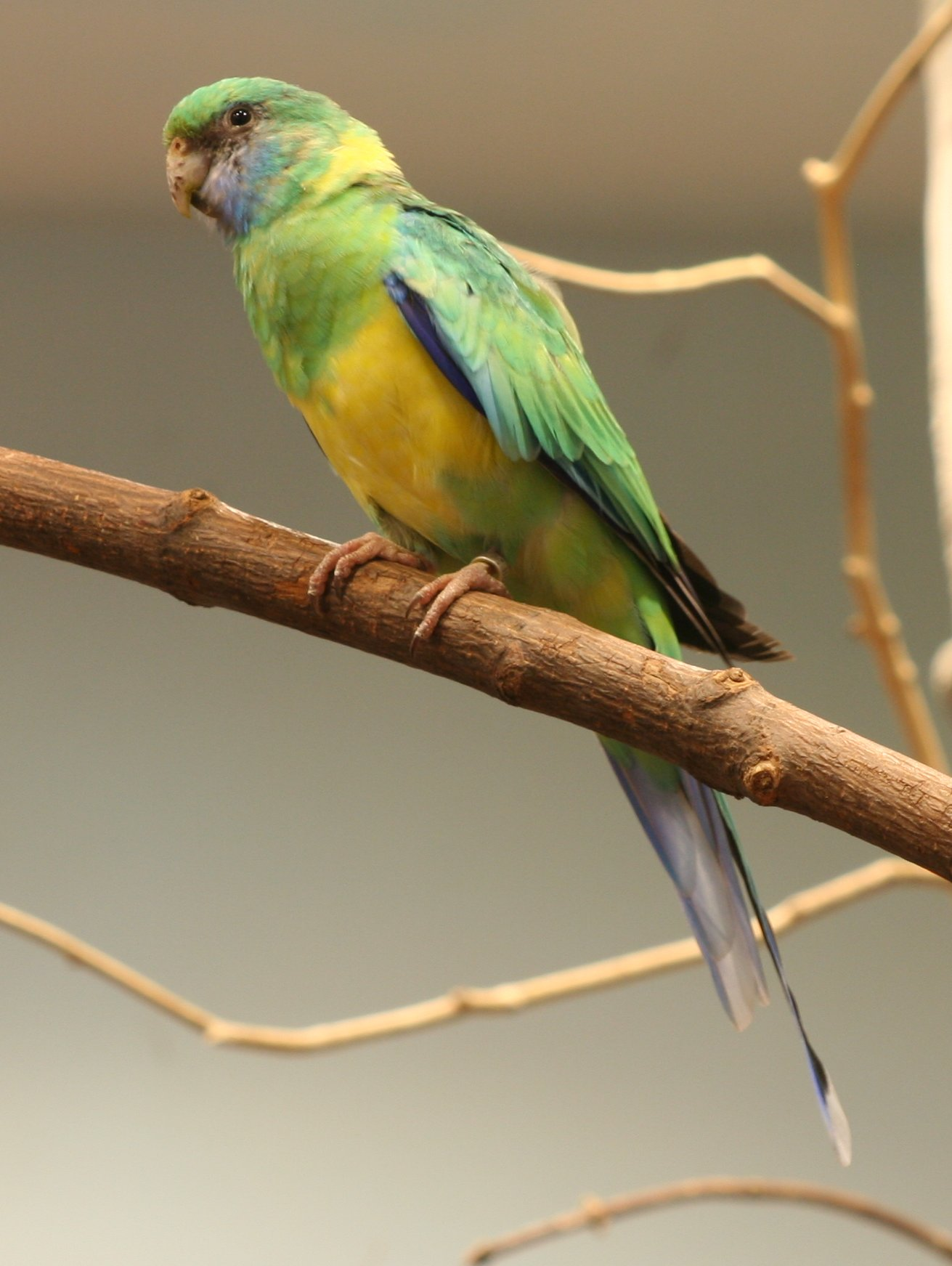
B. z. macgillivrayi
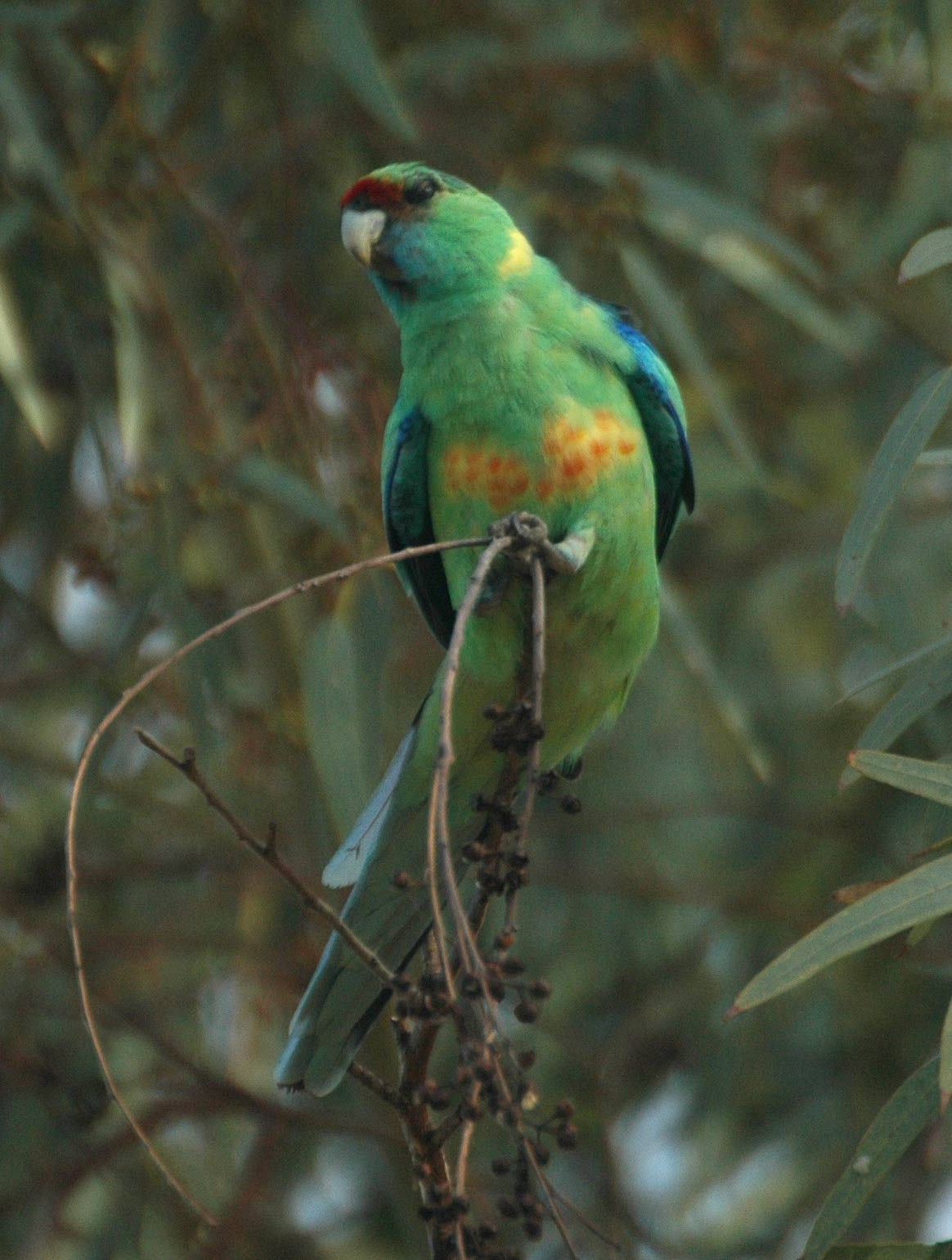
B. z. barnardi
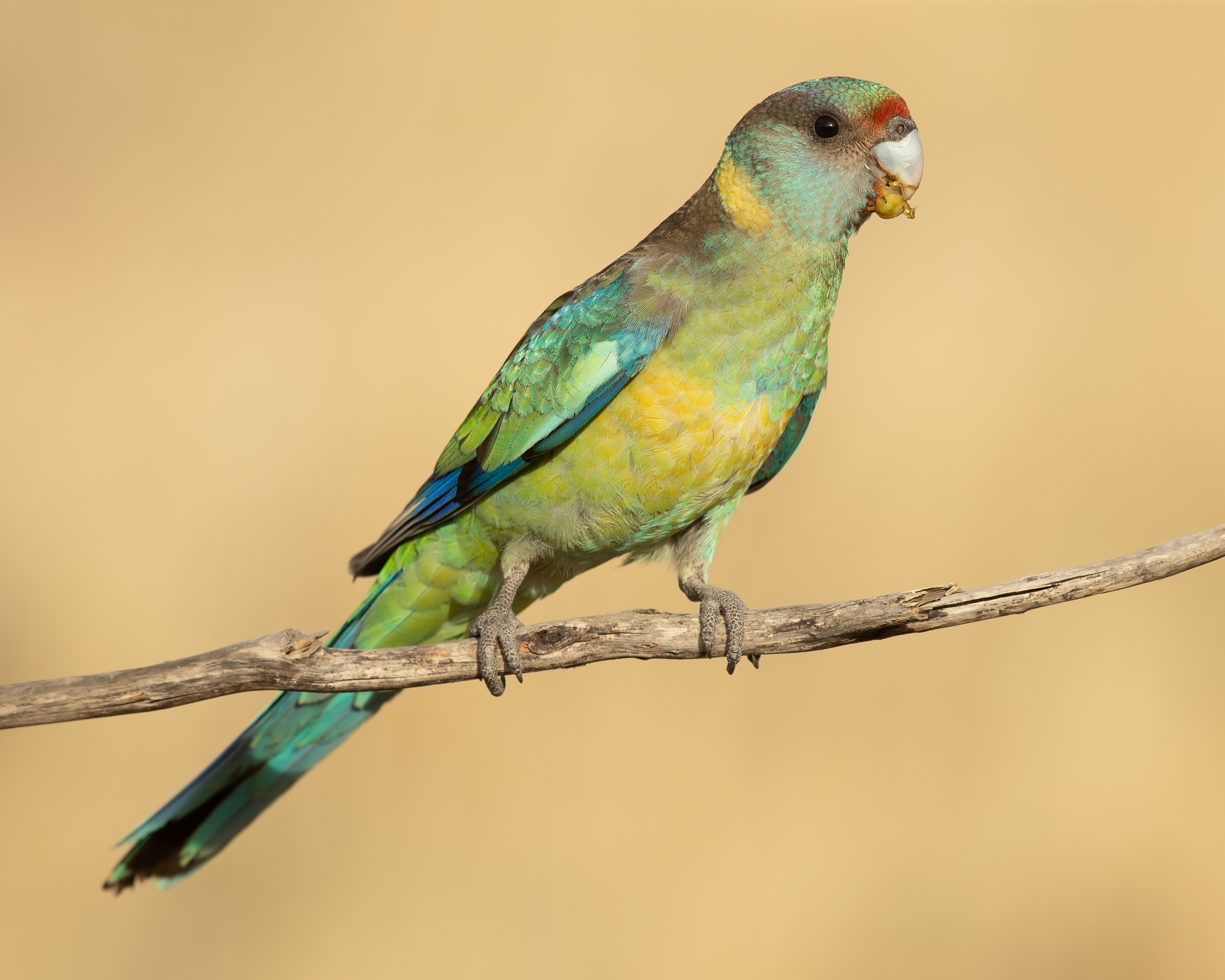
B. z. barnardi